# پونی آدامز
بتی جین پیرس، که با نام حرفه‌ای پونی آدامز (انگلیسی: Poni Adams؛ ۷ اوت ۱۹۱۸ – ۲۱ مهٔ ۲۰۱۴) شناخته می‌شد یک هنرپیشه اهل ایالات متحده آمریکا بود. وی بین سال‌های ۱۹۴۲ تا ۱۹۵۳ میلادی فعالیت می‌کرد.